# Tom Francis
Thomas George Francis (sinh ngày 20 tháng 10 năm 1920) là một cầu thủ bóng đá người Anh thi đấu ở vị trí thủ môn.

## Sự nghiệp
Francis bắt đầu sự nghiệp với câu lạc bộ Cheltenham Town năm 1938, tuy nhiên thời gian của Francis ở Cheltenham bị gián đoạn bởi Thế chiến thứ hai. Năm 1946, Francis ký hợp đồng với Millwall, có 1 lần ra sân trong thời gian ở câu lạc bộ. Năm 1947, Francis gia nhập Chelmsford City. Ở mùa giải 1948–1949, Francis tạm thời mất vị trí cho Lew Collins, và lấy lại được trogn trận đấu ở Cúp FA trên sân khách trước Guildford City ngày 13 tháng 11 năm 1948. Francis rời Chelmsford vào tháng 4 năm 1949.